# 추쿵거
추쿵거(祝孔革, 혹은 褚孔格, 出空格, 楚孔格, ᠴᡠᡴᡠᠩᡤᡝ cukungge, ?-?)는 해서여진(海西女眞) 여허(Yehe, 葉赫)의 수령이다. 여진화된 몽골인으로 원래는 몽골 투메드씨(土默特氏)였으나 나라씨(納喇氏)로 바꾸면서, 여허나라씨(葉赫那拉氏)의 시조가 되었다.
증조부 싱건다르한(星懇達爾漢, 혹은 勝根打喇漢, 打葉)은 명(明)으로부터 탑로목위지휘사(塔魯木衛指揮使)로 임명되었다. 조부 치르하니(奇里哈尼, 혹은 齊爾噶尼)는 도독첨사(都督僉事)에 임명되었으나, 명 변방에 소란을 일으킨 것으로 살해되었다. 정덕(正德) 8년(1513), 추쿵거는 여진 수령 가하(加哈)와 결탁하여 여러 번 변방에 소란을 일으켰다. 후에 명이 초무하여 부친의 지휘첨사(指揮僉事) 직을 계승시켰다.
가정(嘉靖) 3년(1524), 추쿵거는 도독(都督)으로 승진하였다. 가정 13년(1534), 탑산전위도독(塔山前衛都督) 수허터(速黑忒)가 족인 바다이다르한(巴代達爾漢)에게 살해되자, 추쿵거가 수허터의 뒤를 이어 해서여진 여러 부의 맹주가 되었고, 명 입공에 필요한 칙서(敕書) 700도를 관할하였다. 후에 수허터의 조카손자 왕주 와일란(Wangju Wailan, 王住外蘭, 중문명 왕충王忠)에게 살해되었고, 관할 13개 채(寨)도 박탈되었다.

## 같이 보기
- 여진의 지도자 목록